# Almoharín
Almoharín (extremadurai nyelven Almorín) település Spanyolországban, Cáceres tartományban. Almoharín Arroyomolinos, Miajadas, Santa Amalia, Valdemorales, Zarza de Montánchez, Escurial és Don Benito községekkel határos. Lakosainak száma 1779 fő (2024).

## Népesség
A település népessége az elmúlt években az alábbi módon változott:
| Lakosok száma | 2156 | 2062 | 2102 | 1997 | 2005 | 1943 | 1899 | 1811 | 1796 | 1779 |
|               | 2001 | 2004 | 2006 | 2009 | 2011 | 2014 | 2016 | 2019 | 2021 | 2024 |